# 功夫拉麵
《功夫拉麵》，是成风画的四格漫画作品。获得了第四届台湾漫画金像奖，于2004年5月发售，于2005年2月由漫友文化推出简体版本。讲述的是由三师徒经营的拉面店发生的故事。

## 人物
店主:是昆仑派的掌门，会九阳神功
阿龙:爱玩双截棍；
小虎:会金钟罩铁布衫
老王:是伊贺的忍者